# São Pedro de Tomar
São Pedro de Tomar ist eine Gemeinde (Freguesia) im portugiesischen Kreis Tomar. In ihr leben 2681 Einwohner (Stand 19. April 2021).